# Brachystephanus coeruleus
Brachystephanus coeruleus là một loài thực vật có hoa trong họ Ô rô. Loài này được S.Moore mô tả khoa học đầu tiên năm 1907.